# Jobie Dajka
Jobie Dajka (* 11. Dezember 1981 in Bourke, New South Wales; † 7. April 2009 in Adelaide) war ein australischer Bahnradsportler.

## Biographie

### Sportliche Laufbahn
1998 wurde Jobie Dajka gemeinsam mit Ben Kersten und Joshua Rogash Vize-Weltmeister der Junioren im Teamsprint. Im Jahr darauf wurde er zweifacher Junioren-Weltmeister, mit Ben Kersten und Mark Renshaw im Teamsprint sowie im Sprint. Er verpasste die Qualifikation für die Olympischen Spiele 2000 in Sydney. Zwei Jahre darauf wurde er bei der Bahnrad-WM in Ballerup bei Kopenhagen Weltmeister im Keirin, im Teamsprint errang er mit Ryan Bayley und Sean Eadie Silber. Im selben Jahr holte er ebenfalls gemeinsam mit Bayley und Eadie im Teamsprint Gold bei den Commonwealth Games und Bronze im Sprint.
2003 wurde Dajka zweifacher Vize-Weltmeister im Sprint und im Keirin, 2005 belegte er bei der WM im Sprint Rang drei.

### Doping-Affäre und ihre Folgen
Im Dezember 2003 fand eine Putzfrau im Zimmer des 19-jährigen Radrennfahrers Mark French in einem Gebäude des Australian Institute of Sport in Adelaide Ampullen mit Wachstumshormonen. „What has eventuated [...] is a tangle of blame, suspicion, suspensions, exonerations, finger-pointing, court appearances and then court appeals.“ („Es folgte ein Wirwarr aus Beschuldigungen, Verdächtigungen, Suspendierungen, Entlastungen, Schuldzuweisungen, Gerichtsterminen und Berufungen.“)
French gab an, die Rennfahrer Sean Eadie, Shane Kelly, Graeme Brown, Brett Lancaster und Dajka hätten sich diese selbst in seinem Zimmer gespritzt. Eadie habe ihm die erste Spritze gesetzt, mit, wie er geglaubt haben wollte, zulässigen Vitaminen. Nach einer viermonatigen Untersuchung wurde French als einziger der Rennfahrer mit einer zweijährigen Wettkampfsperre bestraft, die ihn daran hinderte, bei den Olympischen Spielen in Athen zu starten. Darüber hinaus wurde er wegen Handels mit verbotenen Substanzen lebenslang aus dem australischen Olympiateam verbannt. Außer ihm wurde nur noch Dajka wegen falscher Aussage bestraft, indem er aus dem Olympiakader gestrichen wurde; er hatte angegeben, niemals in Frechs Zimmer gewesen zu sein. 2005 wurde French vom Internationalen Sportsgerichtshof (CAS) freigesprochen und seine Sperren aufgehoben. „Dajka became the scapegoat [...] and Australia achieved its best international track cycling results at the 2004 Athens Olympics.“ („Dajka wurde zum Sündenbock [...] und Australien errang bei den Olympischen Spielen in Athen 2004 seine besten internationalen Resultate.“) So gehörten Brown und Lancaster zu dem australischen Bahn-Vierer, der Gold holte.
Dajka verfiel daraufhin in eine Depression und hatte Alkoholprobleme, die allerdings schon zuvor begonnen hatten. So gab er 2008 in einem Interview an, dass er schon früher vor Rennen Alkohol getrunken habe. Allerdings hätten die Funktionäre ihm nie Hilfe angeboten, sondern ihn höchstens nach Hause geschickt, damit er sich „sortiere“. Mehrfach stand er ab 2004 vor Gericht, wegen Verkehrsvergehen, Diebstahls von Zigaretten und des tätlichen Angriffs auf seinen Trainer Martin Barras während der UCI-Bahn-Weltmeisterschaften 2005 in Los Angeles, woraufhin er für weitere drei Jahre vom australischen Verband Cycling Australia gesperrt wurde. Im selben Jahr drohte er seinen Eltern, er werde sie umbringen. Zuletzt habe er bis zu sechs Flaschen Wein und drei Flaschen Scotch täglich getrunken.
Im Dezember 2006 erhielt Dajka seine Renn-Lizenz unter der Bedingung zurück, sich in ärztliche Behandlung zu begeben sowie 80 Sozialstunden abzuleisten. Ein Comeback gelang ihm jedoch nicht. In dem Interview aus dem Jahre 2008 gab er an, er habe mit dem Radsport abgeschlossen. Am 7. April 2009 wurde Jobie Dajka tot in seiner Wohnung in Adelaide aufgefunden.  Als Todesursache wurde ein Herzinfarkt vermutet; leere Flaschen wurden keine in der Wohnung vorgefunden. Zum Zeitpunkt seines Todes war er nach Aussage seiner Mutter trocken, man habe sich ausgesöhnt und er sei „in den Schoß der Familie zurückgekehrt“. Ihr Sohn sei an „gebrochenem Herzen“ gestorben. Bei der Trauerfeier für Dajka, bei der Funktionäre von Cycling Australia ausdrücklich nicht erwünscht waren, machte Dajkas Vater Stan diese ausdrücklich für den Tod seines Sohnes verantwortlich.
Im November 2012 wurde Stan Dajka († 2016) zu 16 Monaten Haft wegen des Handels mit Cannabis verurteilt. Er hatte die Pflanzen im eigenen Garten angebaut und per Post innerhalb von Australien verschickt. Dajka gab ab, er habe mit dem Drogenverkauf ursprünglich begonnen, um die hohen Anwaltskosten seines Sohnes bezahlen können.

## Ehrungen
1999 wurde Jobie Dajka vom Australian Institute of Sport als bester Nachwuchssportler geehrt. 2003 wurde er Young South Australian of the Year.

## Erfolge
1998
- Junioren-Weltmeisterschaft – Teamsprint (mit Ben Kersten und Joshua Rogash)

1999
- Junioren-Weltmeister – Sprint, Teamsprint (mit Ben Kersten und Mark Renshaw)
- Junioren-Weltmeisterschaft – 1000-Meter-Zeitfahren

2001
- Weltmeisterschaft – Teamsprint (mit Ryan Bayley und Sean Eadie)
- Weltcup in Ipoh – Keirin

2002
- Weltmeister – Keirin
- Weltmeisterschaft – Sprint, Teamsprint (mit Ryan Bayley und Sean Eadie)
- Commonwealth-Games-Sieger – Teamsprint (mit Ryan Bayley und Sean Eadie)
- Commonwealth Games – Sprint

2003
- Weltmeisterschaft – Sprint, Keirin

2004
- Weltcup in Sydney – Keirin

2005
- Weltmeisterschaft – Sprint
- Australischer Meister – Sprint